# گریز (فیلم ۲۰۱۳)
گریز (به انگلیسی: getaway) یک فیلم اکشن و دلهره‌آور آمریکایی محصول سال ۲۰۱۳ به کارگردانی کورتنی سولومون و نویسندگی کرگ ماکسول پارکر و شان فاینگان است. ایثن هاک، سلنا گومز و جان ویت بازیگران اصلی فیلم هستند. گریز توسط برادران وارنر توزیع شد. اگرچه در ابتدا گزارش شده بود که بازسازی فیلم گریز (فیلم ۱۹۷۲) است، این فیلم در واقع یک داستان اصلی است. این اولین فیلمی است که سولومون در هشت سال گذشته کارگردانی کرده است و آخرین فیلم او در سال ۲۰۰۵ بنام یک جن‌زده آمریکایی بود. این فیلم یک شکست انتقادی و تجاری بود و در مقابل بودجه ۱۸ میلیون دلاری خود کمتر از ۱۲ میلیون دلار فروخت.

## داستان
داستان اصلی فیلم دربارهٔ راننده مسابقه معروفی است که سال‌ها پیش دست از مسابقه دادن برداشته است، اما در یک شب تماس‌های پی‌درپی و مشکوک ذهنش را درگیر می‌کند و او را مجبور به رانندگی در محل‌ها و حالت‌های خطرناک می‌کند. در همین حال دختری به قصد دزدیدن ماشین وی وارد ماشین می‌شود.

## بازخوردها
فرار به‌طور گسترده توسط منتقدان مورد توجه قرار گرفت.
- گردآورنده نقد راتن تومیتوز گزارش می‌دهد که از ۱۴۴ رای منتقد با میانگین امتیاز ۲٫۷ از ۱۰ به فیلم نقد مثبت داده‌اند.[۴]
- در متاکریتیک، فیلم بر اساس رای ۳۴ منتقد که «بررسی‌های عموماً نامطلوب» را نشان می‌دهند، میانگین وزنی امتیاز ۲۲ از ۱۰۰ را دارد.[۵]
- تماشاگران در نظرسنجی سینماسکور به فیلم نمره متوسط "C+" در مقیاس A+ تا F دادند.[۶]
- این فیلم در ۲۱۳۰ سینما در آمریکای شمالی اکران شد و با میانگین ۲۱۱۵ دلار در هر سینما به ۴٫۵ میلیون دلار رسید و در رده نهم باکس آفیس قرار گرفت. این فیلم در دومین آخر هفته اکرانش ۵۶ درصد افت کرد و ۲٫۸ میلیون دلار فروخت. پس از ۳۵ روز اکران در سینماها، فیلم ۱۰٫۵ میلیون دلار در داخل و ۱٫۳ میلیون دلار در سطح بین‌المللی به دست آورد که مجموعاً ۱۱٫۸ میلیون دلار در سرتاسر جهان به دست آورد که کمتر از بودجه تولید آن ۱۸ میلیون دلار است.[۷]
- ورایتی گریز را به عنوان یکی از "بزرگترین بمب گیشه هالیوود در سال ۲۰۱۳" فهرست کرده است.[۸]